# Kinetička umjetnost
Kinetička umjetnost oblik je umjetničkog izražavanja u kojemu je pokret glavni dio estetskog umjetničkog objekta, obično skulpture. Kako se često kinetički objekt mijenja stvarnim kretanjem (Carlos Cruz-Diez) ili stvara iluziju pokreta (Youri Messen-Jaschin), neki smatraju da je kinetička umjetnost utjelovljenje op arta.
Kinetička umjetnost je bila popularna u 1950-ih i 1960-ih godina, a njezini predmoderni počeci leže u industrijskoj opremi pokreta Arts and Crafts i vodovodnim instalacijama baroka. U moderni započela je u kinetičkim svjetlima i pokretnim predmetima dadaista Marcela Duchampa i Mana Raya, te u konstruktivističkim djelima umjetnika kao što su: Vladimir Tatljin, Naum Gabo, Alexander Rodtschenko i László Moholy-Nagy.
Tehničke konstrukcije često su pokretane snagom prirodnog vjetra ili strujanja zraka (kao što je to slučaj s Calderovim mobilima), vode, magnetizma, gravitacije ili učešćem promatrača. Međutim, koriste se i električni motori i ručni pogoni. Današnji umjetnici kinetičke umjetnosti često koriste najnoviju tehnologiju i računalno upravljani predmeti više nisu rijetkost.
Nastavak kinetičke umjetnosti je kibernetička umjetnost u kojoj umjetničko djelo ovisi o vanjskim utjecajima, pogotovo manipulacijama nastalim ljudskim reakcijama (npr. Nicolas Schöffer i njegovi Prostorno-dinamički tornjevi).

## Predstavnici
Glavni predstavnici:
- Yaacov Agam
- Pol Bury
- Alexander Calder
- Rebecca Horn
- George Rickey
- Jesús Rafael Soto
- Jean Tinguely

Ostali predstavnici:
- David Ascalon
- Siegfried Cremer
- Carlos Cruz-Diez
- Gianni Colombo
- Hugo Demarco
- Milan Dobeš
- Bernward Frank
- Arthur Ganson
- Rolf Glasmeier
- Gerhard von Graevenitz
- Franz Gsellmann
- Günter Haese
- Jeppe Hein
- Michael Hischer
- Gernot Huber
- Theo Jansen
- Hans-Michael Kissel
- Gyula Kosice
- Piotr Kowalski
- Harry Kramer
- Julio Le Parc
- Gereon Lepper
- Kenneth Martin
- David Medalla
- Youri Messen-Jaschin
- Hans Walter Müller
- Christian Nienhaus
- Lev V. Nussberg
- Alejandro Otero
- Karl-Ludwig Schmaltz
- Hein Sinken
- Curt Stenvert
- Takis
- Paul Talman
- Christian Tobin
- Günter Tollmann
- Per Olof Ultvedt
- Hanns-Martin Wagner

## Galerija
- Naum Gabo, Kinetička konstrukcija (Uspravni val), 1919.-20.
- Alexander Calder, Mobil, žica drvo i metal, oko 1932., Tate Modern, London
- Jean Tinguely, Fontana muzeja Tinguely, Basel

## Vanjske poveznice
- Kinetic Art Organization (KAO)  Arhivirana inačica izvorne stranice od 10. siječnja 2006. (Wayback Machine) najveća svjetska organizacija kinetičkih umjetnika (engl.)
- Kinetik im Kunstmuseum Gelsenkirchen, najopsežnija kolekcija kinetičke umjetnosti od 1960-ih godina (njem.)

### Sestrinski projekti
|  | Zajednički poslužitelj ima još gradiva o temi Kinetička umjetnost |